# ウィリアム・H・クローシア
ウィリアム・H・クローシア（William H. Clothier, A.S.C.、1903年2月21日 - 1996年1月7日）は、アメリカ合衆国の撮影監督。
イリノイ州ディケーター出身。1950年代から1960年代にかけて、主に西部劇映画の撮影を多く手がけた。1965年から全米撮影監督協会の会員だった。
1996年1月7日、92歳で死去。

## 主なフィルモグラフィー
- メンフィス・ベル：空の要塞の物語 The Memphis Belle: A Story of a Flying Fortress (1944) クレジットなし
- アパッチ砦 Fort Apache (1948) クレジットなし
- 姿なき訪問者 Phantom from Space (1953)
- 宇宙からの暗殺者 Killers from Space (1954)
- 血ぬられし爪あと/影なき殺人ピューマ Track of the Cat (1954)
- 男の魂 The Sea Chase (1955)
- 中共脱出 Blood Alley (1955)
- 七人の無頼漢 7 Men from Now (1956)
- ドラゴン砦の決戦 Dragoon Wells Massacre (1957)
- B52爆撃隊 Bombers B-52 (1957)
- 特攻決死隊 Darby's Rangers (1958)
- 壮烈!外人部隊 Lafayette Escadrille (1958)
- 死の砦 Fort Dobbs (1958)
- 戦火 China Doll (1958)
- 騎兵隊 The Horse Soldiers (1959)
- アラモ The Alamo (1960)
- 荒野のガンマン The Deadly Companions (1961)
- 野良猫 Ring of Fire (1961)
- コマンチェロ The Comancheros (1961)
- 陽動作戦 Merrill's Marauders (1962)
- リバティ・バランスを射った男 The Man Who Shot Liberty Valance (1962)
- ドノバン珊瑚礁 Donovan's Reef (1963)
- マクリントック McLintock! (1963)
- 遠い喇叭 A Distant Trumpet (1964)
- シャイアン Cheyenne Autumn (1964)
- シェナンドー河 Shenandoah (1965)
- スタンピード The Rare Breed (1966)
- 駅馬車 Stagecoach (1966)
- 月世界宙がえり Way...Way Out (1966)
- 戦う幌馬車 The War Wagon (1967)
- 大西部への道 The Way West (1967)
- ファイヤークリークの決斗 Firecreek (1968)
- コマンド戦略 The Devil's Brigade (1968)
- バンドレロ Bandolero! (1968)
- ヘルファイター Hellfighters (1968)
- 大いなる男たち The Undefeated (1969)
- テキサス魂 The Cheyenne Social Club (1970)
- チザム Chisum (1970)
- リオ・ロボ Rio Lobo (1970)
- 100万ドルの血斗 Big Jake (1971)
- 大列車強盗 The Train Robbers (1973)